# Uncensored 1997
Uncensored 1997 fu un pay-per-view organizzato dalla federazione di wrestling World Championship Wrestling (WCW); si svolse il 16 marzo 1997 presso il North Charleston Coliseum di North Charleston, Carolina del Nord, Stati Uniti.

## Descrizione
Il main event della serata fu il Triangle elimination match tra nWo, Team Piper e Team WCW. Vinse il nWo. Durante i festeggiamenti dopo la vittoria dei membri del nWo, giunse inaspettatamente sul ring Sting. Quando Scott Hall e Kevin Nash cercarono di parlargli, egli attaccò entrambi con la sua mazza da baseball, per poi passare a colpire Randy Savage appena cercò di intervenire in favore dei compagni. Dopo aver messo ko tutti e tre con lo Scorpion Death Drop, Sting chiamò Hollywood Hogan in modo che salisse sul ring. Hogan lo fece, e fu messo ko da Sting anche lui. L'operato di Sting cementò la sua alleanza con la WCW contro il nWo, ed egli divenne il principale nemico della stable.
Il match per il titolo WCW World Television Championship tra il campione Prince Iaukea e lo sfidante Rey Misterio Jr. terminò originariamente con un pareggio per limite di tempo massimo dopo 10 minuti di lotta, ma il tempo venne esteso su richiesta di Misterio Jr., e pochi minuti dopo egli fu schienato da Iaukea che quindi mantenne il titolo.
Il Team Piper era originariamente composto da Roddy Piper, John Tenta, Layton Morrison (un kickboxer), e Craig Mally (un pugile). Nella puntata del 10 marzo 1997 di WCW Monday Nitro, andata in onda 6 giorni prima del pay-per-view, Tenta, Morrison, e Mally furono sostituiti dai membri dei Four Horsemen Chris Benoit, Steve McMichael e Jeff Jarrett. Il Team WCW originariamente includeva anche Rick Steiner, ma egli venne aggredito dal nWo prima del match e non fu in grado di partecipare, lasciando così il suo team con un uomo in meno.

## Risultati
| N. | Risultati | Stipulazione                                                   | Durata |
| -- | --- | -------------------------------------------------------------- | ------ |
| 1  | Ice Train sconfigge Maxx | Single match                                                   | N/A    |
| 2  | Dean Malenko sconfigge Eddie Guerrero (c) | Single match per il WCW United States Heavyweight Championship | 19:14  |
| 3  | Último Dragón (con Sonny Onoo) sconfigge Psychosis | Single match                                                   | 13:17  |
| 4  | Glacier sconfigge Mortis (con James Vanderberg) | Single match                                                   | 09:04  |
| 5  | Buff Bagwell sconfigge Scotty Riggs | Strap match                                                    | 12:25  |
| 6  | Harlem Heat (Booker T & Stevie Ray) sconfiggono The Public Enemy (Rocco Rock & Johnny Grunge) | Texas Tornado match                                            | 13:17  |
| 7  | Prince Iaukea (c) sconfigge Rey Misterio Jr. | Single match per il WCW World Television Championship          | 13:41  |
| 8  | nWo (Hollywood Hogan, Randy Savage, Kevin Nash & Scott Hall) (con Dennis Rodman) sconfiggono Team Piper (Roddy Piper, Chris Benoit, Steve McMichael & Jeff Jarrett) e Team WCW (Lex Luger, The Giant & Scott Steiner) | Triangle Elimination match                                     | 19:22  |